# 旋木雀科
旋木雀科（学名：Certhiidae）是鸟纲雀形目中的一个科。包括两属：
- 旋木雀属（Certhia）：共8种，其中7种分布在欧洲和亚洲，褐旋木雀分布在北美；
- 斑点旋木雀属（Salpornis）：仅斑点旋木雀（Salpornis spilonotus）一种，分布在印度和非洲。

## 分类地位
旋木雀科（Certhiidae）在鸟类传统分类系统中是脊索动物门、脊椎动物亚门、鸟纲、雀形目（Passeriformes）、燕雀亚目（Passeres）的一个鸣禽科。

## 别名
在北美称为褐旋木雀。主要分布于全北界及非洲，别种可见于北美洲。有2属6种，中国有1属4种，即普通旋木雀、高山旋木雀、褐喉旋木雀、锈红腹旋木雀。

## 种属分布
遍布于北半球林地。

## 形态特征
体长9.5∼19厘米（3.5－7.5英寸）。嘴细长，向下弯曲，长度相当于头的其余部分或更长。腿短而强健；尾为很硬且尖的楔形尾，似啄木鸟，尾羽长而挺直。浅褐色。后趾和爪特长，擅长攀树。

## 生活习性
由小型攀禽组成。独栖，攀缘于树干，沿树皮寻找昆虫。在裂开的树皮缝隙中筑巢。凉爽林地的普通旋木雀（Certhia familiaris）通常以螺旋形的方式攀缘树干寻找食物。

## 主要种类
非洲的斑旋木雀（Salpornis spilonata）也可包括在这个科里。澳大利亚的类似攀禽画入短嘴旋木雀科（Climacteridae）。
普通旋木雀又名爬树鸟，是中国常见种。上体棕褐色，有棕白色羽干纹；腰和尾上覆羽棕红；尾羽内黑褐色，外淡棕色；翅上覆羽黑褐色，羽端棕白色。下体乳白沾棕，下胁与尾下覆羽淡棕白色。脚趾具长而弯曲的爪。尾羽尖而硬，适于在攀登树干时支撑身体。翅短圆，飞翔能力弱，通常只作波浪状上下起伏的短距离飞行。用细长而弯曲的嘴在树干上和树皮裂缝中啄食昆虫。觅食时，常从树干基部向上旋转移动，当转到树干上部后，即飞向另一棵树的基部,以同样方法继续向上爬行。在树皮的裂缝里或树洞中营巢，巢杯形，以细枝、草茎、苔藓等物构成。每窝产卵5～7个。卵白色，杂有红褐色斑，在钝端密集成环带。此鸟在中国有5个亚种，分布于新疆北部（新疆亚种）、东北（北方亚种和东北亚种）、西北（甘肃亚种）和西南（西南亚种）。
- 短趾旋木雀